# Västerkvarn

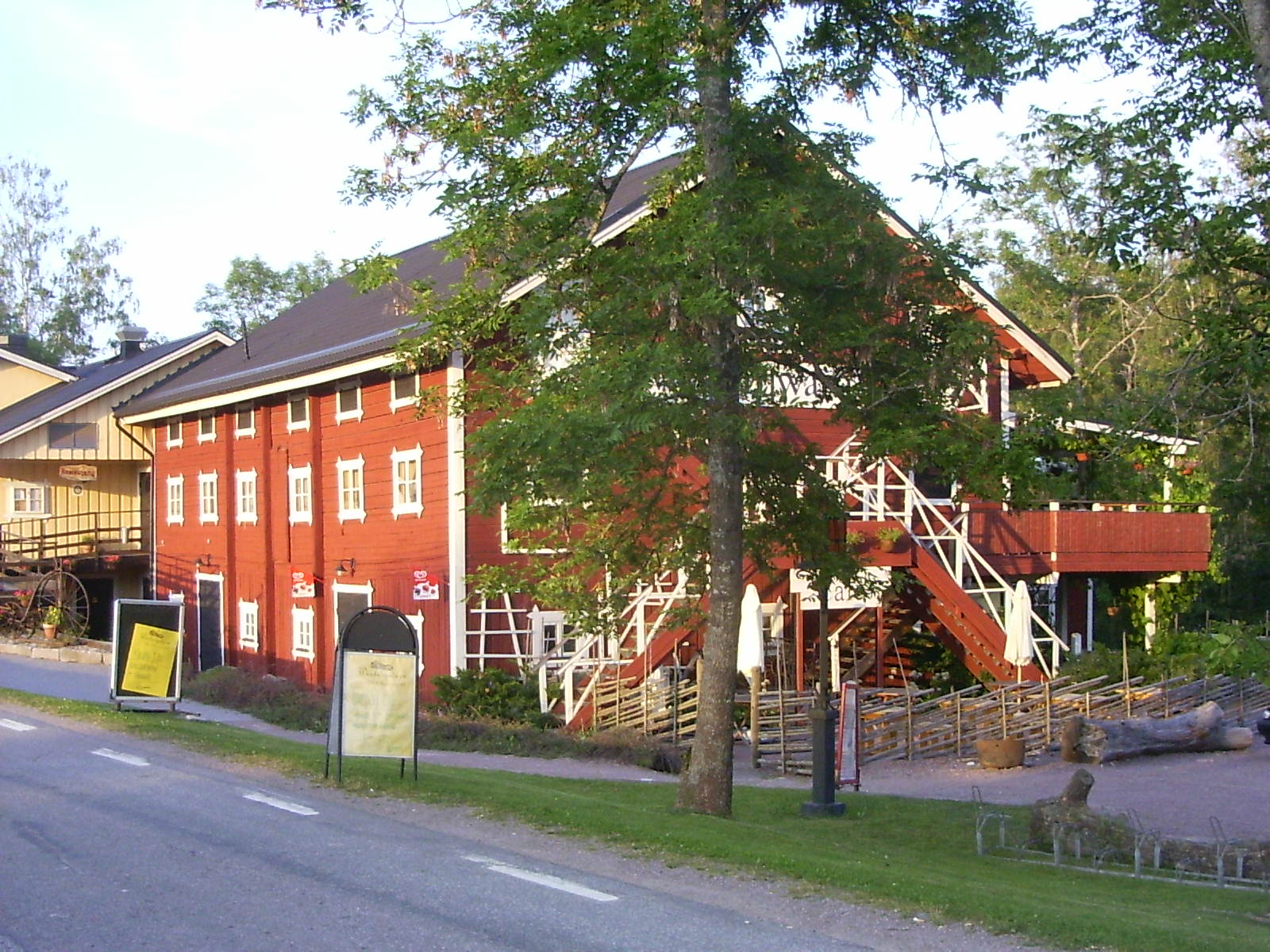
Västerkvarn museum.

Västerkvarn ligger strax utanför (väster om) Mölntorp i Hallstahammars kommun.  Redan på 1400-talet fanns här en vattenkvarn, som ägdes av munkar. Västerkvarn med kvarnmuseum är idag  ett av besöksmålen inom Ekomuseum Bergslagen.

## Historik
Westerqwarn nämns första gången i början av 1400-talet och drevs då av munkar. Kvarnen nyttjade vattenkraften från Kolbäcksån. Under Gustav Vasa övergick kvarnen 1557 till kronan. På 1600-talet utökades verksamheten med såg. Nuvarande kvarn uppfördes 1867-1870 av familjen von Unge, den innehåller fem kvarnstenar.  Huset är tre våningar högt och eftersom det står i en slänt finns en direkt infart till varje våningsplan. På översta våningen hälldes säden i kvarntrattarna.  Säckarna vägde 100 kg och bars av bond- eller kvarndrängar. På andra våningen maldes säden till mjöl och på nedersta våningen hälldes mjölet igen i säckar. Sista mjölet maldes 1974.
Numera är översta våningsplanet inrett till restaurang, mellanplanet innehåller ett museum och i bottenvåningen finns pub och festvåning. I Västerkvarns herrgård finns vandrarhem.
År 1915 uppfördes en dammanläggning och nuvarande Västerkvarn kraftstation. Anläggningen är fortfarande i drift och producerar elektricitet för Mälarenergi AB.